# Persoonia glaucescens
Persoonia glaucescens är en tvåhjärtbladig växtart som beskrevs av Schultes & J. H. Schultes. Persoonia glaucescens ingår i släktet Persoonia och familjen Proteaceae. Inga underarter finns listade i Catalogue of Life.